# Стрибки на батуті на літніх Олімпійських іграх 2024 — жінки
Змагання зі стрибків на батуті серед жінок на літніх Олімпійських іграх 2024 відбудуться 2 серпня на АккорГотелс Арені. Змагатимуться 16 спортсменок з 13-ти країн.

## Результати
Правила кваліфікації: перші 8 гімнасток (1-ша + 2-га спроба) виходять до фіналу. 

### Кваліфікація
| Місце | Спортсменка           | Країна                                | 1-ша спроба | 2-га спроба | Загалом | Примітки |
| ----- | --------------------- | ------------------------------------- | ----------- | ----------- | ------- | -------- |
| 1     | Чжу Сюеїн             | Китай (CHN)                           | 55,950      | 56,720      | 56,720  | Q        |
| 2     | Віялета Бардзіловська | Індивідуальні нейтральні атлети (AIN) | 56,340      |             | 56,340  | Q        |
| 3     | Ху Ічжен              | Китай (CHN)                           | 56,270      |             | 56,270  | Q        |
| 4     | Анжела Брадцева       | Індивідуальні нейтральні атлети (AIN) | 55,640      | 55,710      | 55,710  | Q        |
| 5     | Бріоні Пейдж          | Велика Британія (GBR)                 | 54,970      | 55,620      | 55,620  | Q        |
| 6     | Гікару Морі           | Японія (JPN)                          | 54,890      | 55,150      | 55,150  | Q        |
| 7     | Медді Девідсон        | Нова Зеландія (NZL)                   | 54,740      | 53,910      | 54,740  | Q        |
| 8     | Софіан Месо           | Канада (CAN)                          | 54,640      | 53,160      | 54,640  | Q        |
| 9     | Ноемі Ромеро Росаріо  | Іспанія (ESP)                         | 17,340      | 54,250      | 54,240  | R1       |
| 10    | Сельджан Магсудова    | Азербайджан (AZE)                     | 42,950      | 53,750      | 53,750  | R2       |
| 11    | Люба Головіна         | Грузія (GEO)                          | 53,620      | 53,460      | 53,620  |          |
| 12    | Лія Лабрузі           | Франція (FRA)                         | 53,220      | 52,990      | 53,220  |          |
| 13    | Джессіка Стівенс      | США (USA)                             | 53,170      | 52,450      | 53,170  |          |
| 14    | Ізабель Сонггертс     | Велика Британія (GBR)                 | 52,920      | 52,840      | 52,920  |          |
| 15    | Камілла Гомес         | Бразилія (BRA)                        | 42,920      | 50,580      | 50,580  |          |
| 16    | Малак Гамза           | Єгипет (EGY)                          | 9,090       | 9,650       | 9,650   |          |

R1 = 1-ша резервістка R2 = 2-га резервістка

### Фінал
| Місце | Спортсменка           | Країна                                | Складність | Виконання | Flight | Horiz. Disp. | Загалом |
| ----- | --------------------- | ------------------------------------- | ---------- | --------- | ------ | ------------ | ------- |
| 1     | Бріоні Пейдж          | Велика Британія (GBR)                 | 15,000     | 16,400    | 15,580 | 9,500        | 56,480  |
| 2     | Віялета Бардзіловська | Індивідуальні нейтральні атлети (AIN) | 14,400     | 16,000    | 16,560 | 9,100        | 56,060  |
| 3     | Софіан Месо           | Канада (CAN)                          | 15,000     | 15,600    | 15,250 | 9,800        | 55,650  |
| 4     | Чжу Сюеїн             | Китай (CHN)                           | 14,400     | 16,500    | 15,710 | 8,900        | 55,510  |
| 5     | Анжела Брадцева       | Індивідуальні нейтральні атлети (AIN) | 14,400     | 16,000    | 15,420 | 9,200        | 55,020  |
| 6     | Гікару Морі           | Японія (JPN)                          | 15,000     | 15,200    | 15,740 | 8,800        | 54,740  |
| 7     | Медді Девідсон        | Нова Зеландія (NZL)                   | 14,000     | 15,100    | 15,930 | 9,200        | 54,230  |
| 8     | Ху Ічжен              | Китай (CHN)                           | 3,200      | 3,300     | 3,390  | 1,900        | 11,790  |